# Mycetia cauliflora
Mycetia cauliflora là một loài thực vật có hoa trong họ Thiến thảo. Loài này được Reinw. mô tả khoa học đầu tiên năm 1825.